# Baskische Fußballauswahl
Die baskische Fußballauswahl (baskisch Euskal selekzioa) ist eine von den internationalen Fußballverbänden UEFA und FIFA nicht anerkannte Fußballauswahl.

## Geschichte
Am 3. Januar 1915 trug erstmals eine baskische Regionalauswahl ein Spiel gegen die Auswahl Kataloniens aus. Bis 1916 kam es insgesamt zu sechs Wiederholungen dieser Partie, die dann erst 1930 und 1931 eine Neuauflage erlebte.
1937 begab sich die Regionalauswahl des Baskenlandes auf Auslandsreise zunächst nach Frankreich, um den Wirren des Spanischen Bürgerkriegs zu entkommen. Die Mannschaft erspielte sehr gute Ergebnisse – so gewann man bei einer Moskautournee von sieben Spielen gegen Spartak Moskau und die Moskauer Stadtauswahl sechs –, jedoch überwiegend gegen Vereinsmannschaften, und durfte 1938/39 in der mexikanischen Hauptstadtliga (Liga Amateur del Distrito Federal) mitspielen, wo die Basken hinter dem CF Asturias den zweiten Platz belegten.
Die als C.D. Euzkadi die mexikanische Vizemeisterschaft erringende Mannschaft bestand aus folgenden Spielern: Gregorio Blasco, Isidro Lángara, Ángel Zubieta, José Iraragorri, Emilio Alonso, Leonardo Cilaurren, Serafín Aedo, Kepa Areso, Luis Regueiro, Pedro Regueiro und Chirri II.
Die Auflösung ist eng mit dem spanischen Diktator Francisco Franco verbunden. Nach dessen Tod und dem Erhalt der Autonomierechte des Baskenlandes wurde auch die baskische Auswahlmannschaft wiederbelebt. Das erste Spiel wurde 1979 in Bilbao gegen Irland 4:1 gewonnen. Die folgenden Jahre wurden unregelmäßig Spiele veranstaltet.
Seit 1993 wird immer gegen Ende des Kalenderjahres ein Länderspiel gegen „Voll“-Mitglieder der FIFA (Ausnahme: ein Spiel gegen Tottenham Hotspur) ausgetragen. Veranstaltungsort ist meist das Heimstadion des Athletic Bilbao, San Mamés (das alte Stadion dieses Namens bis 2013, seither das neue Stadion). Athletic ist das einzige Team in der spanischen Liga, das nur mit baskischen, baskischstämmigen oder im Baskenland zum Fußballer ausgebildeten Spielern aufläuft und sich deswegen als inoffizielle baskische Nationalmannschaft betrachtet.
Am 29. Dezember 2007 forderten anlässlich eines Spiels gegen die katalanische Fußballauswahl mehrere Tausend Personen während einer Demonstration in Bilbao die offizielle Anerkennung der baskischen und katalanischen Mannschaften.

## Statistik

### Rekordspieler
(Stand: 29. Dezember 2014)
| Einsätze | Einsätze            | Einsätze  | Einsätze |
| -------- | ------------------- | --------- | -------- |
| 01       | Igor Gabilondo      | 2002–2011 | 12       |
| 02       | Joseba Etxeberria   | 1998–2007 | 11       |
| 02       | Julen Guerrero      | 1993–2006 | 11       |
| 04       | Andoni Iraola       | 2003–     | 9        |
| 04       | Aitor López Rekarte | 2000–2007 | 9        |
| 04       | Bittor Alkiza       | 1993–2002 | 9        |
| 04       | Mikel Aranburu      | 2002–2011 | 9        |
| 04       | Aritz Aduriz        | 2006–     | 9        |
| 04       | Gorka Iraizoz       | 2004–     | 9        |
| 010      | Agustín Aranzábal   | 1995–2003 | 8        |
| 010      | Asier Riesgo        | 2003–2011 | 8        |
| 010      | Ismael Urzaiz       | 1997–2006 | 8        |
| 010      | Mikel Labaka        | 2005–2012 | 8        |

| Tore | Tore               | Tore      | Tore |
| ---- | ------------------ | --------- | ---- |
| 01   | Aritz Aduriz       | 2006–     | 10   |
| 02   | Julen Guerrero     | 1993–2006 | 6    |
| 03   | Oscar De Paula     | 1997–2001 | 5    |
| 04   | José Ángel Ziganda | 1994–1998 | 4    |
| 05   | Jon Perez          | 2000–2003 | 3    |
| 05   | Dani               | 1977–1979 | 3    |
| 05   | Javier de Pedro    | 1995–2001 | 3    |
| 05   | Julio Salinas      | 19XX-1994 | 3    |
| 05   | Ismael Urzaiz      | 1997–2006 | 3    |
| 05   | Francisco Yeste    | 2003–2007 | 3    |
| 05   | Imanol Agirretxe   | 2010–     | 3    |

## Ehemalige Spieler
- Javi Martínez
- Fernando Llorente
- José Ramón Alexanko
- Rafael Alkorta
- Mikel Alonso
- Xabi Alonso
- Zigor Aranalde
- Luis Arconada
- José Mari Bakero
- Txiki Begiristain
- Agustín Sauto Arana
- Mikel Arteta
- José María Belausteguigoitia
- Vicente Biurrun
- Igor Jáuregui Iraola
- Manuel Almunia
- Daniel Ruiz Bazán
- Asier del Horno
- Joseba Etxeberria
- Andoni Goikoetxea Olaskoaga
- Jon Andoni Goikoetxea Lasá
- Guillermo Gorostiza Paredes
- Julen Guerrero
- José Ángel Iribar
- Javier Irureta
- Aitor Karanka
- Iván Campo
- José Antonio Larrañaga
- Bixente Lizarazu
- François Grenet
- Roberto López Ufarte
- Gaizka Mendieta
- Pablo Orbaiz
- Pichichi
- Julio Salinas
- Andoni Iraola
- Gaizka Toquero
- Ismael Urzaiz
- Javier Urruticoechea
- Francisco Yeste
- Ángel Zubieta
- Andoni Zubizarreta
- Javier de Pedro
- Iñigo Idiakez
- Aitor López Rekarte
- Pantxi Sirieix
- Didier Deschamps